# Cilicaea beddardi
Cilicaea beddardi är en kräftdjursart som beskrevs av Stebbing 1905. Cilicaea beddardi ingår i släktet Cilicaea och familjen klotkräftor. Inga underarter finns listade i Catalogue of Life.